# Battaglia della Trebbia (1799)
La battaglia della Trebbia si svolse il 19 giugno 1799 nell'ambito della guerra della seconda coalizione antifrancese e fu vinta dagli austro-russi del generale Suvorov durante la sua campagna in Italia contro i francesi guidati dal generale Macdonald.
Le truppe francesi dell'Armata d'Italia stavano combattendo contro l'esercito austro-russo del generale Suvorov al comando del generale Moreau che il 27 aprile 1799, appena subentrato al collega Schérer, era stato battuto da Suvorov nella battaglia di Cassano d'Adda, il che aveva consentito a quest'ultimo di occupare Milano due giorni dopo. Arretrato sul Ticino, Moreau si riportò verso Torino, ritardando così il congiungimento con l'armata del generale MacDonald che stava risalendo da Napoli per dargli man forte. Suvorov, rinunciando ad inseguire lo sconfitto Moreau, si portò con le sue truppe verso sud, raccogliendo tutti i reparti che incontrava sulla sua strada e diede battaglia sul fiume Trebbia, costringendo MacDonald a ritirarsi su La Spezia, mentre le truppe imperiali rimasero così padrone del campo sulla sinistra del Po.

## Situazione generale

### I successi della coalizione

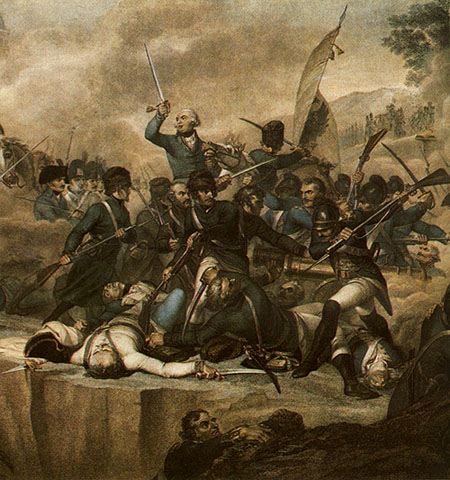
La battaglia di Cassano d'Adda

Le guerre della seconda coalizione in Italia erano iniziate con la battaglia di Verona del 26 marzo 1799 vinta dall'esercito austro-ungarico agli ordini del generale Kray contro quello francese del generale Schérer. La successiva battaglia di Magnano del 5 aprile vide una seconda e più netta vittoria da parte degli austriaci che inflissero ottomila vittime ai francesi. Schérer fu così costretto a ritirarsi oltre il Mincio dove il 22 aprile lasciò il comando delle truppe al generale Moreau. Nel frattempo il 14 aprile era arrivato a Vicenza il generale Suvorov che aveva così assunto il comando delle truppe austro-russe.
Il 27 aprile le truppe di Suvorov sconfissero i francesi a Cassano d'Adda. Le sconfitte costrinsero Moreau a ripiegare lasciando 2 400 uomini alla difesa di Milano. Il 6 maggio la guarnigione di Peschiera del Garda si arrese al generale Kray, mentre altri millecinquecento soldati francesi si arresero al generale Von Kaim l'11 maggio nei pressi di Pizzighettone. Il 12 maggio un contingente delle truppe russe comandato da Andrei Grigorevich Rosenberg fu sconfitto dai francesi a Bassignana. Milano, Ravenna e Ferrara invece si arresero agli austriaci il 24 maggio.
Nel frattempo trentamila uomini guidati da Suvorov si mossero verso nord in direzione di Torino che fu raggiunta dalle avanguardie la mattina del 26 maggio: la guarnigione francese comandata dal conte Pasquale Antonio Fiorella si ritirò nella cittadella fortificata per poi essere costretto alla resa. Nel frattempo circa ventimila austriaci erano impegnati nell'assedio di Mantova ed erano coperti da circa seimila soldati di stanza a Ferrara. Infine il 5 giugno arrivarono a Milano dalla Svizzera le truppe comandate dal conte Heinrich Johann Bellegarde. Di fronte a questo spiegamento Moreau poteva contare su circa venticinquemila effettivi tra Genova, Firenze e Bologna, oltre che su eventuali rinforzi da parte della forza di occupazione francese stanziata nell'Italia centro-meridionale al comando del generale Jacques MacDonald.

### L'offensiva di MacDonald
Il 14 aprile il Direttorio aveva ordinato a MacDonald di risalire l'Italia per accorrere in aiuto di Moreau. Lasciata quindi Napoli, raggiunse Roma il 16 maggio e Firenze dieci giorni dopo. Da lì MacDonald decise di attraversare gli Appennini in modo da incontrarsi con le truppe di Moreau nei pressi di Piacenza con una mossa che mise l'Armata d'Italia nel mirino delle forze della Coalizione. Nella sua risalita verso Nord l'armata assorbì le divisioni di stanza a Bologna e Firenze arrivando a contare su 36 728 soldati. Il 9 giugno Suvorov fu informato dal generale Ott von Bátorkéz che l'armata di MacDonald era stata rafforzata dalle truppe provenienti da Bologna e Firenze e che i francesi avevano occupato Pontremoli. Suvorov ordinò a Ott, che comandava circa cinquemila soldati nei pressi di Parma di ripiegare su Stradella con l'ordine di mantenere la posizione. Il generale russo decise poi di spostarsi verso est: l'11 giugno tutte le truppe austro-russe eccetto le divisioni comandate dal generale Kaim raggiunsero Asti. Due giorni successivi arrivarono al fiume Bormida nei pressi di Alessandria che era tenuta dai francesi. Avuta l'informazione che Moreau stava per discendere dalle montagne, Suvorov inviò le truppe di Bellegarde ad Alessandria, mentre con il resto dell'esercito marciò verso l'armata di MacDonald.
L'esercito francese proveniente da Napoli superò gli Appennini in quattro colonne: le divisioni guidate da Montrichard e Rusca passarono più ad est raggiungendo Bologna, le divisioni guidate da Oliver e Watrin risalirono da Pistoia a Modena insieme al generale MacDonald, le truppe comandate da Dąbrowski risalirono la valle del Secchia, infine le divisioni comandate da Victor marciarono lungo il fiume Taro verso Parma. L'offensiva di MacDonald colse impreparate le forze austriache di stanza a Modena guidate da Federico Francesco Saverio di Hohenzollern-Hechingen: MacDonald tentò di distruggere le forze di Hohenzollern con un attacco concentrico con le divisioni di Rusca provenienti da est e quelle di Dombrowski provenienti da ovest. Intuita l'idea le forze austriache di stanza a Ferrara sotto il comando del colonnello von Klenau si mossero verso il fiume Panaro per bloccare Rusca. Al tempo stesso MacDonald perse i contatti con Dombrowski. Nonostante questo MacDonald raggiunse Modena alla guida di due divisioni. Il 12 giugno i francesi conquistarono la città infliggendo perdite per 750 uomini e catturandone 1 650 a fronte di 400 francesi morti e 200 fatti prigionieri.
Le truppe di Suvorov partite da Alessandria raggiunsero con una marcia forzata il loro accampamento, posto tra Casteggio e Casatisma, il 16 giugno dopo aver percorso 56 km in una giornata. Prevedendo la possibilità di una sconfitta il generale ordinò di costruire due ponti sul Po: uno a Mezzana Corti ed uno a Valenza Po per le truppe di Bellegarde, le quali mantenevano l'assedio su Alessandria. Per impedire a MacDonald di porre sotto assedio anche Mantova la sponda nord del Po fu guarnita da migliaia di soldati di Kray. Il 16 giugno alle ore 10 le avanguardie di MacDonald raggiunsero Piacenza iniziando ad attaccare le truppe di Ott. Due o tre compagnie del reggimento Fröhlich furono assegnate alla difesa della Cittadella di Piacenza. Se Ott fosse riuscito a resistere lungo il torrente Tidone avrebbe permesso all'esercito austro-russo di posizionarsi in un ampio spazio tra il Po a nord e le prime colline a sud, se al contrario fosse stato costretto a ripiegare su Stradella sarebbe stato difficile per gli alleati formare un solido schieramento e ciò avrebbe potuto pregiudicare gli esiti della battaglia.

## Le forze in campo

### Esercito alleato
L'esercito austro-russo guidato da Suvorov venne diviso in tre colonne il 18 giugno: la prima e la seconda, composte prevalentemente da truppe russe, erano guidate dal generale Rosenberg, mentre la terza, composta perlopiù da austriaci, era comandata dal generale della cavalleria Melas. Le forze austriache erano composte da 9 851 fanti e 4 586 cavalieri, mentre i russi potevano contare su 16 219 fanti e 2 000 cosacchi per un totale di 32 656 soldati esclusi i reparti di artiglieria.

### Esercito francese
L'esercito francese era composto da un'avanguardia guidata dal generale di brigata Salme e da cinque divisioni, comandate rispettivamente dai generali Olivier, Rusca, Montrichard, Watrin e Dombrowski. Le restanti divisioni di fanteria erano guidate dal generale Victor. A questi si aggiungevano i 526 uomini dell'artiglieria. Le truppe a disposizione di MacDonald alla fine di maggio ammontavano quindi a 35 684 così suddivise: Salme 2 997, Olivier 5 826, Rusca 5 397, Montrichard 5 773, Watrin 4 880, Dombrowski 3 555 e Victor 6 750, a queste cifre vanno tuttavia sottratte le perdite subite nella battaglia di Modena.

## La battaglia

### 17 giugno: il torrente Tidone

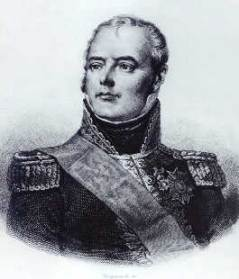
Il generale Macdonald

Il 17 giugno alle ore 8 i francesi attaccarono le postazioni di Ott lungo il torrente Tidone. Le truppe comandate da Victor erano schierate sulla destra, quelle comandate da Rusca al centro, mentre sulla sinistra erano presenti quelle comandate da Dombrowski. A causa delle ferite riportate a Modena il generale MacDonald non poté essere presente sul campo e fu costretto a rifugiarsi a S.Antonio, poco ad ovest della città di Piacenza. Il comando fu quindi preso da Victor che però preferì rimanere a Piacenza, con conseguenti problemi di coordinamento. Nonostante questo l'attacco francese fu un successo: alle 3 le truppe di Victor riuscirono a conquistare Sarmato costringendo le truppe di Ott ad una ritirata su Castel San Giovanni.
Qui le truppe di Ott furono rinforzate dall'arrivo di tre battaglioni soldati austriaci comandati dal generale Melas e dalle avanguardie dell'esercito austro-russo comandate dal generale Chasteler. Nonostante questo i francesi continuarono nella loro offensiva su Castel San Giovanni, tuttavia venutisi a trovare in inferiorità numerica furono costretti a ritirarsi oltre a Sarmato che veniva così riconquistato dagli alleati. La battaglia si concluse alle 21 con la ritirata ordinata dei francesi coperti dalle truppe di Salme. I francesi patirono più di mille tra feriti e caduti e circa 1 200 catturati, mentre le perdite alleate non sono note.

### 18 e 19 giugno: il fiume Trebbia
Trovatosi in inferiorità numerica rispetto agli alleati, MacDonald decise di resistere confidando in un arrivo delle truppe di Moreau che avrebbero potuto colpire gli alleati da ovest, e sulla presenza delle truppe comandate da Jean François Cornu de La Poype che avrebbero potuto attaccare da sud, tuttavia il 18 le truppe di Veletsky li sorpresero nei pressi di Bobbio costringendoli a ritirarsi su Genova. La mattina del 18 MacDonald ispezionò il suo esercito, giudicandolo pronto a combattere gli alleati, in apparenza inattivi. Nel frattempo gli austro-russi decisero di attaccare i francesi dividendosi in tre colonne: la forza principale schierata sulla destra per colpire il fianco dell'armata francese era guidata dal generale Bagration, la seconda al centro era composta dalle divisioni guidate da Forster, mentre la terza colonna era composta dalle truppe comandate da Ott e da Fröhlich, con i granatieri comandati da quest'ultimo che avrebbero poi dovuto rafforzare il fianco destro per dare più peso all'attacco. L'attacco scattò alle 11, nonostante Suvorov avesse voluto inizialmente farlo partire alle 7. Gli esploratori riportarono che i francesi difendevano la Trebbia da nord a sud lungo la linea San Nicolò-Gragnano Trebbiense-Casaliggio. Le truppe di Bagration guadarono il Tidone e attaccarono le truppe polacche di Dombrowski a sud di Casaliggio alle due del pomeriggio, cogliendole di sorpresa. Le truppe di Bagration furono poi fermate solo con l'arrivo delle divisioni di Rusca e Victor.

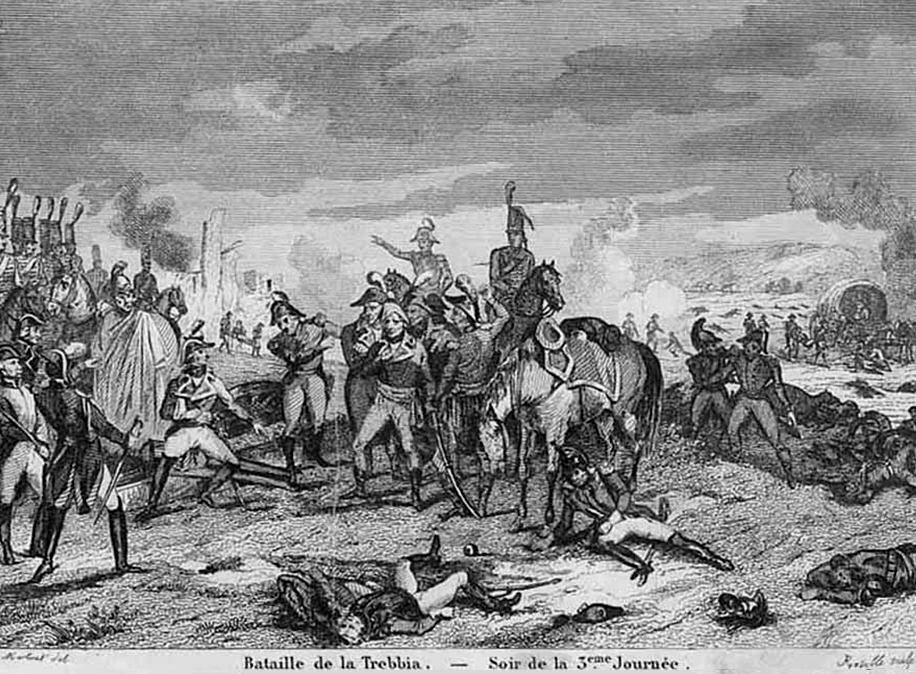
Battaglia della Trebbia - La sera del terzo giorno

Per superare queste resistenza Suvorov inviò la divisione di Schveikovsky contro Rusca: la lotta fu furiosa, ma gli austro-russi riuscirono a costringere Rusca a riparare ad est della Trebbia. A partire dalle 17 Forster iniziò a premere l'ala destra della divisione di Victor: i francesi dovettero quindi evacuare Gragnano ritirandosi verso est. A nord le forze guidate da Salme, schieratesi nella zona di Sant'Imento rimasero quasi tutta la giornata senza combattere: verso le 14:30 le divisioni di Montrichard e Olivier attraversarono la Trebbia per dare supporto a Salme: vedendo questa concentrazione di truppe francesi Melas decise di non spostare verso sud i granatieri di Fröhlich. Le truppe di Ott attaccarono alle 18 e riuscirono a sconfiggere i francesi in netta inferiorità numerica: le divisioni di Montrichard e Victor furono respinte aldilà della Trebbia in serata. Durante la notte Rosenberg con due battaglioni di granatieri russi attraversarono la Trebbia a sud di Gossolengo, penetrarono tra le linee nemiche raggiungendo la località di Settima dove attaccarono un distaccamento francese liberando alcuni prigionieri. Nel frattempo alle 21:30 tre battaglioni francesi attaccarono un battaglione austriaco dopo aver sentito dei colpi sparati da quella che ritenevano essere l'artiglieria dell'armata di Moreau. In seguito a questo le artiglierie di entrambe le parti aprirono il fuoco causando molti morti per fuoco amico. Questo combattimento si protrasse fino alle 23.
L'indomani Chasteler diede l'ordine di iniziare l'attacco alle 6 di mattina, tuttavia il piano non venne consegnato a Melas fino alle 11, nel frattempo notando la presenza di ingenti forze francesi sul lato nord vi aveva inviato contro 12 pezzi di artiglieria per far saltare le loro posizioni: due battaglioni francesi tentarono di avanzare per neutralizzare l'artiglieria, ma furono costretti a desistere dal fuoco dei cannoni nemici. Nel corso della mattinata i francesi installarono delle batterie di cannoni prendendo di mira le posizioni di Forster, apparentemente per coprire uno spostamento verso sud delle truppe francesi. Nonostante l'inferiorità numerica MacDonald comandò un nuovo attacco, confidando nel morale delle sue truppe. Rusca e Victor iniziarono un attacco nella zona di Casaliggio, con il sostegno di Dombrowski che cercava di aggirare gli alleati da Rivalta-Trebbia. A Montrichard e Olivier fu ordinato di attraversare la Trebbia rispettivamente a Gragnano e San Nicolò, infine a nord Watrin e Salme tentarono di colpire il fianco sinistro degli alleati a Calendasco.
Chasteler intuì il tentativo di aggiramento operato da Dombrowsky ed inviò contro di esso le truppe di Bagration. Dombrowsky riuscì a prendere Rivalta e ad avanzare fino alla località Canneto prima di essere fermato dai russi che, sotto lo sguardo di Suvorov presente in prima persona, costrinserò i francesi a riattraversare il fiume. L'avanzata di Rusca fu fermata dal fuoco dei cannoni della divisione di Schveikovsky, il cui fianco sinistro, insieme alla divisione di Förster, respinse l'assalto di Victor. Gli uomini di Rusca riuscirono però ad approfittare di una falla nella linea alleata a Casaliggio causata dallo spostamento verso sud delle truppe di Bagration che avevano contrastato l'attacco di Dombrowsky a Rivalta: la fanteria francese riattraversò la Trebbia, mentre la cavalleria attaccò il reggimento di granatieri di Rosenberg. L'attacco di Rusca fu però bloccato con i francesi costretti a tornare sulla sponda orientale grazie al ritorno verso nord degli uomini di Bagration che attaccarono i francesi da sud e da quattro battaglioni delle truppe di Förster. Questi combattimenti cessarono per le 19.

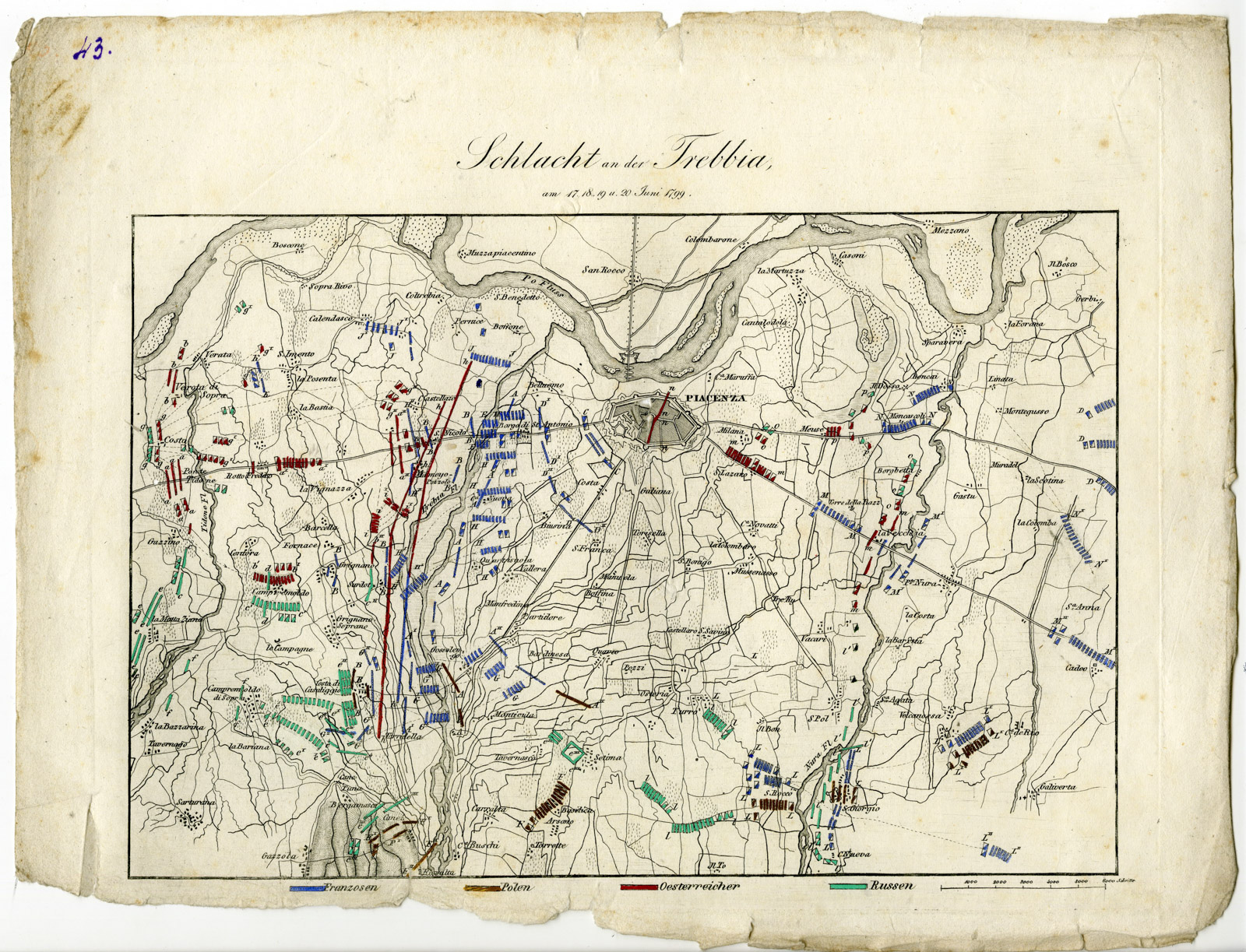
Schema della battaglia della Trebbia

L'assalto al centro fu invece posticipato a causa del ritardato arrivo della divisione di Montrichard. Una volta arrivato il 5º fanteria leggera attraversò il fiume, ma fu colpito dalle raffiche di un battaglione di granatieri austriaci. Le altre unità di Montrichard avanzarono, ma una volta trovatesi davanti al contrattacco delle divisioni di Forster e Fröhlich, si sciolsero dandosi alla fuga. L'attacco di Olivier iniziò con la cavalleria, ben presto seguita dalla fanteria che riuscì a raggiungere San Nicolò catturando due cannoni. Giovanni I Giuseppe del Liechtenstein trovando le truppe in rotta dopo l'assalto di Olivier, condusse alcuni squadroni all'attacco del fianco sud delle truppe di Olivier. Contro queste ultime si concentrarono anche le altre truppe alleate favorite dalla rotta della divisione di Montrichard. Olivier fu quindi obbligato a tornare ad est della Trebbia e i cannoni austriaci furono recuperati. Nello stesso tempo a nord attraversarono il fiume anche la Guardia di Salme e la divisione di Watrin. Divisi in due i francesi riuscirono ad evitare gli avamposti austriaci: Salme raggiunse Ca' Pernici sulla sponda sud del Po, mentre Watrin si spinse fino alle porte di Calendasco dove si arrestò a causa dei poco incoraggianti rumori provenienti dalla zona occupata dalle truppe di Olivier. Una batteria di artiglieria austriaca, guidata dal colonnello Kinsky e proveniente da Mantova, aveva, nel frattempo, raggiunto la sponda nord del Po e da lì iniziò ad attaccare i francesi spingendoli a tornare sull'altra riva della Trebbia. I combattimenti in questo settore si conclusero alle 21.
Alla sera i francesi erano ancora saldi sulla sponda orientale della Trebbia, tuttavia l'incapacità di stimare le forze residue, i numerosi morti e feriti, il fuoco della guarnigione austriaca di Piacenza e la certezza che né Moreau né La Poype sarebbero potuti accorrere in suo aiuto spinsero MacDonald ad ordinare la ritirata alle 22 a mettersi in marcia per prima fu l'artiglieria seguita dalla fanteria che partì intorno a mezzanotte.

### 20 giugno: il torrente Nure

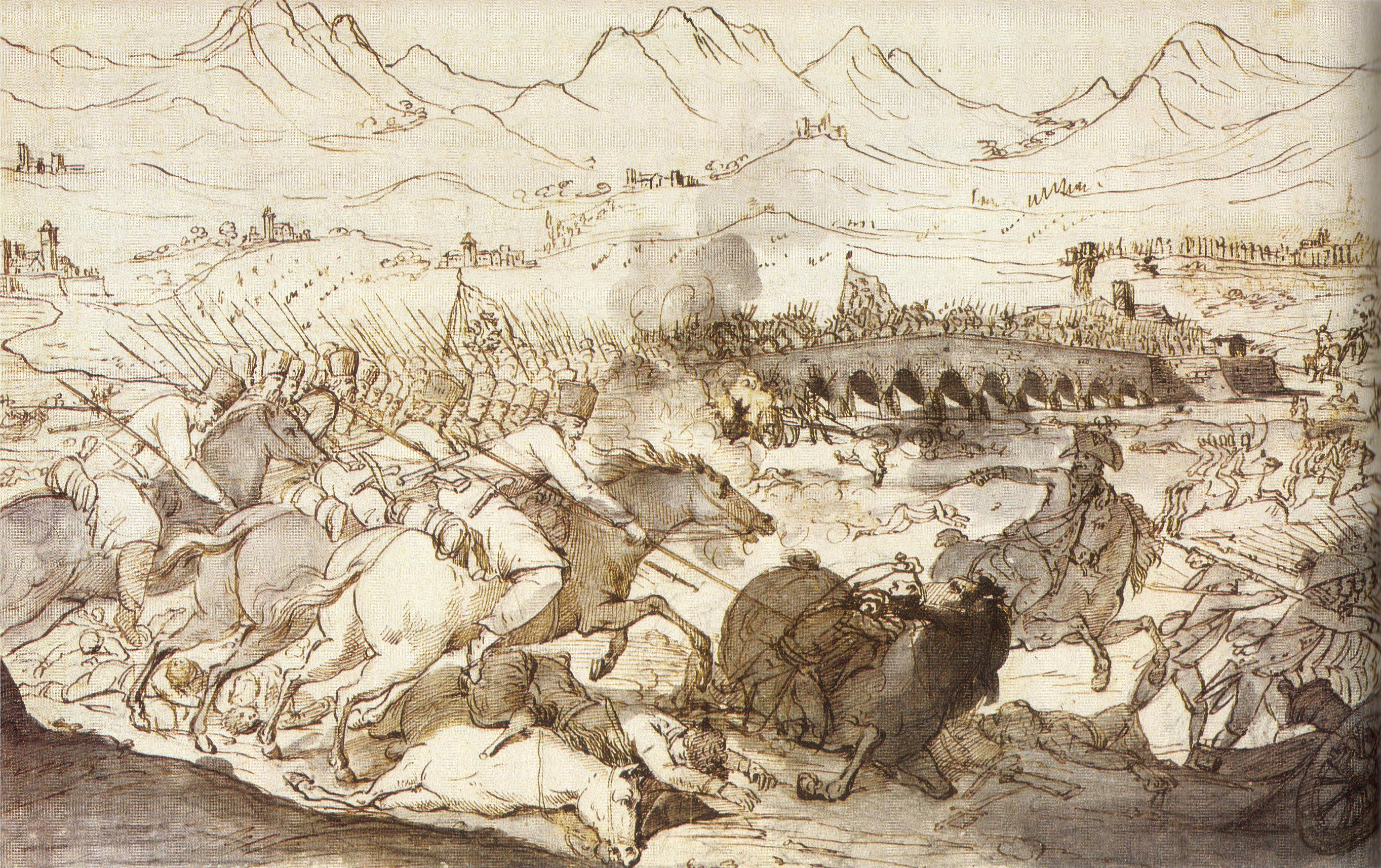
Una carica di cavalleria durante la battaglia

Alle 4 del mattino del 20 Suvorov ordinò un nuovo attacco: tuttavia, quando le forze alleate giunserò al campo francese lo trovarono ormai già evacuato. Durante la fuga 7 183 soldati feriti furono lasciati a Piacenza; le perdite totali francesi tra morti, feriti e catturati ammontarono a circa 12 000 uomini. Sul fronte alleato secondo lo storico Christopher Duffy i russi lamentarono 681 morti e 2 083 feriti, mentre gli austriaci 254 morti, 1 903 feriti e 500 dispersi, per un totale di circa 6 000 uomini. Cifre simili sono riportate anche da Digby Smith che riporta anche il ferimento di tre generali russi, che, riguardo ai francesi, stima 2 000 morti, 7 500 feriti, molti dei quali poi catturati, e 7 000 presi prigionieri Gunther Rothenberg stima le perdite alleate in 5 000 tra morti e feriti e 500 prigionieri e quelle francesi in 9 500 tra morti e feriti e 7 000 presi prigionieri. Ernest e Trevor Dupuy stimano in 7 000 le perdite alleate e 10 000 per quanto riguarda i francesi, alle quali vanno però aggiunti 5000 soldati catturati durante la ritirata. Il generale di divisione francese Alexis Aimé Pierre Cambray fu mortalmente ferito durante la battaglia e morì il 2 luglio seguente.
Gli austriaci avanzarono fino a Piacenza dove trovarono i feriti francesi tra cui i generali Olivier, Rusca e Salme. Melas assegnò la divisione di Fröhlich alla difesa della città, mentre inviò le truppe di Ott all'inseguimento dei francesi. Ott fu bloccato nei pressi del torrente Nure da una divisione francese. Più a sud, a San Giorgio Piacentino, i dragoni del reggimento Karaczay attaccarono il 17º fanteria leggera, venendo però da questi respinti e subendo anche la distruzione di due cannoni da parte dell'artiglieria francese. Sopraggiunsero allora Bagration e Chasteler e, con le loro truppe, fu attaccato di nuovo il paese, per arrivare alla sconfitta definitiva dei francesi Suvorov fu costretto a ricorrere anche a parte delle divisioni di Förster e Schveikovsky. Un totale di 1099 soldati francesi si arrese così agli austriaci.

## Conseguenze
L'esercito francese si ritirò verso Parma dove furono abbandonati altri 200 feriti. Il 21 giugno gli alleati proseguirono nell'inseguimento dei francesi raggiungendo Fiorenzuola d'Arda dove riposarono per tutto il giorno successivo. Non rappresentando più un pericolo l'armata di MacDonald, il 23 Suvorov decise di marciare verso ovest, mentre l'inseguimento dell'armata di MacDonald fu portato avanti da Ott con 7 000 fanti, 2 000 cavalieri e 15 cannoni. Il 24 un battaglione di Grenzer tentò di bloccare la ritirata dei francesi a Sassuolo, venendo però da questi sconfitto. L'esercito raggiunse Pistoia il 28 rimanendovi per qualche giorno prima di riprendere la marcia verso sud agli inizi di luglio. MacDonald invece tornò in Francia venendo sostituito al comando dal generale Laurent de Gouvion-Saint-Cyr.